# أنخيل دولورس روجاس
أنخيل دولورس روجاس (بالإسبانية: Ángel Dolores Rojas)‏ هو محامي وسياسي أرجنتيني، ولد في 2 أغسطس 1851 في سان خوان في الأرجنتين، وتوفي بنفس المكان في 16 ديسمبر 1918. نشط حزبياً في حزب الاستقلال الوطني. وقد انتخب عضو مجلس الشيوخ الأرجنتيني عن دائرة سان خوان (8 أغسطس 1916 – 16 ديسمبر 1918) وانتخب عضو مجلس النواب في الأرجنتين.